# کریم امینی
کریم امینی (زادهٔ ۳ اردیبهشت ۱۳۶۵) با نام کامل محمدکریم امینی، بازیگر سینما و تلویزیون، کارگردان و نویسنده سینما است. امینی کارگردانی فیلم‌های سینمایی دشمن زن (۱۳۹۶)، گربه سیاه (۱۳۹۸)، فسیل (۱۳۹۹) و شهر هرت (۱۴۰۱) و مرد عینکی (۱۴۰۲) را بر عهده داشته است.
پدربزرگ او (خسرو محمدامینی) از بازیگران شناخته‌شدهٔ تئاتر و سینما بود و وی تحت تأثیر پدربزرگ به هنر تئاتر، سینما و بازیگری علاقه‌مند شد. امینی نخستین بار در ۲۷ سالگی در فیلم خواب‌زده‌ها (۱۳۹۲) به کارگردانی فریدون جیرانی بازی کرد. او در این فیلم همکاری با هنرمندانی همچون اکبر عبدی، فرهاد اصلانی، ساره بیات و صابر ابر را تجربه کرد.

## فیلم‌شناسی
| سال  | نام اثر              | بازیگر | کارگردان | نویسنده | دستیار کارگردان | توضیحات         |
| ---- | -------------------- | ------ | -------- | ------- | --------------- | --------------- |
| ۱۳۹۰ | زندگی خصوصی          | —      | —        | —       | آری             | سینمایی         |
| ۱۳۹۲ | خواب‌زده‌ها            | آری    | —        | —       | آری             | سینمایی         |
| ۱۳۹۲ | مستانه               | —      | —        | —       | آری             | سینمایی         |
| ۱۳۹۲ | خانوم                | —      | —        | —       | آری             | سینمایی         |
| ۱۳۹۳ | مرگ ماهی             | —      | —        | —       | آری             | سینمایی         |
| ۱۳۹۳ | پرده‌نشین             | آری    | —        | —       | —               | سریال تلویزیونی |
| ۱۳۹۳ | بوفالو               | —      | —        | —       | آری             | سینمایی         |
| ۱۳۹۳ | شانس، عشق، تصادف     | —      | —        | —       | آری             | سینمایی         |
| ۱۳۹۴ | تعبیر وارونه یک رؤیا | آری    | —        | —       | —               | سریال تلویزیونی |
| ۱۳۹۴ | آبنبات چوبی          | آری    | —        | —       | —               | سینمایی         |
| ۱۳۹۴ | نیمه‌شب اتفاق افتاد   | آری    | —        | —       | —               | سینمایی         |
| ۱۳۹۵ | اگزما                | آری    | —        | —       | —               | سینمایی         |
| ۱۳۹۵ | سد معبر              | —      | —        | —       | آری             | سینمایی         |
| ۱۳۹۵ | آذر                  | —      | —        | —       | آری             | سینمایی         |
| ۱۳۹۶ | خالتور               | —      | —        | —       | آری             | سینمایی         |
| ۱۳۹۶ | دیگری                | آری    | —        | —       | —               | سریال تلویزیونی |
| ۱۳۹۶ | باغ بی‌روزنه          | آری    | —        | —       | —               | سریال تلویزیونی |
| ۱۳۹۶ | سارق روح             | آری    | —        | —       | —               | سریال تلویزیونی |
| ۱۳۹۶ | پاسیو                | آری    | —        | —       | —               | سینمایی         |
| ۱۳۹۶ | عقیق                 | آری    | —        | —       | —               | سریال تلویزیونی |
| ۱۳۹۶ | دشمن زن              | —      | آری      | —       | —               | سینمایی         |
| ۱۳۹۷ | ایکس لارج            | —      | —        | —       | آری             | سینمایی         |
| ۱۳۹۸ | روزگار               | آری    | —        | —       | —               | سریال تلویزیونی |
| ۱۳۹۸ | سرگذشت               | آری    | —        | —       | —               | سریال تلویزیونی |
| ۱۳۹۸ | گربه سیاه            | —      | آری      | —       | —               | سینمایی         |
| ۱۳۹۹ | فسیل                 | —      | آری      | آری     | —               | سینمایی         |
| ۱۳۹۹ | تک‌خال                | —      | —        | آری     | —               | سینمایی         |
| ۱۴۰۰ | قدغن                 | آری    | —        | آری     | —               | سینمایی         |
| ۱۴۰۱ | شهر هرت              | —      | آری      | —       | —               | سینمایی         |
| ۱۴۰۲ | مرد عینکی            | —      | آری      | —       | —               | سینمایی         |
| ۱۴۰۲ | آسمان غرب            | آری    | —        | —       | —               | سینمایی         |

قسطنطنیه